# Verbalsubstantiv
Verbalsubstantiv är ett substantiv bildat av ett verb, en ordklass som ju ofta uttrycker ett händelseförlopp, att något sker. Denna betydelse överförs i mer eller mindre förändrad form till det avledda substantivet.
Substantivets semantiska relation till verbet är av skiftande slag, och substantivet kan beteckna:
- nomen acti – själva verbhandlingen eller en "portion" av handlingen, till exempel, körning, fniss
- nomen actionis – själva handlandet eller processen, till exempel körande, rodd
- nomen agentis – den som utför verbhandlingen,[1] till exempel domare
- nomen facto – det faktum som skapas av en verbhandling, till exempel inspelning
- nomen instrumenti – instrumentet för verbhandlingen, till exempel såg
- nomen loci – platsen för verbhandlingen, till exempel parkering
- nomen patientis – den som är föremål eller objekt för verbhandlingen,[1] till exempel offer
- nomen resultatis – resultatet av verbhandlingen, till exempel byggnad

En sådan klassifikation är dock svår att genomföra konsekvent på grund av ordens mångtydighet. Ord som fynd och betalning kan sålunda beteckna både handlingen och dess resultat, till exempel Han dröjde med betalningen av skulden - Skicka betalningen genast! På samma sätt kan parkering beteckna både handling och plats.
Eftersom substantivet här är synonymt med verbet kan det användas i så kallade nominaliseringar, till exempel De städade lägenheten - deras städning av lägenheten. Även andra transformationer är tänkbara, till exempel med så kallade nomen agentis: Han samlar frimärken - Han är frimärkssamlare. Ibland är substantivet inte formellt bildat på verbet, men den semantiska relationen är densamma: Modern älskar sitt barn - moderns kärlek till sitt barn.
Strikt semantiskt ligger verbalsubstantiv nära infinitiv, men medan infinitiv alltid är verb, som kan ha objekt och adverbial, så är verbalsubstantivet i exempelvis svenska både i morfologisk och syntaktisk mening alltid ett egentligt substantiv. Inom vissa språk finns emellertid undantag: i latinet är exempelvis verbformen gerundium en typ av verbalsubstantiv. I motsats till vanliga substantiv kan verbalsubstantiv ibland ersättas av adverb.
De flesta svenska verbalsubstantiv bildas genom att man lägger till ett suffix till stammen, som till exempel läsning och murare, från läsa respektive mura. De vanligaste suffixen vid bildande av verbalsubstantiv är -ing/-ning och -are. De kan också bildas utan suffix, så kallat nollsuffix, till exempel bad från bada. Ord som betalande, studerande kan föras hit, men de är bildade indirekt, via ett particip, som sedan används substantiviskt.
Utgångsverbets underordnade led kan i olika grad och ofta i modifierad form "överleva" transformationen till verbalsubstantiv, något som följande exempel illustrerar:
Man flyttade produktionen utomlands.
Det pågick en utredning om arbetslösheten. (Jämför "arbetslöshetsutredning".)
Det sker en ständig utveckling av nya produkter. (Jämför "produktutveckling".)
Hans deltagande i förhandlingarna var sporadiskt.